# Verbascum thapsus
Mộc lĩnh (danh pháp hai phần: Verbascum thapsus) hay mao nhị hoa là một loài thực vật có hoa trong họ Huyền sâm. Loài này được L. miêu tả khoa học đầu tiên năm 1753.
Đây là loài bản địa châu Âu, Bắc Phi và châu Á, và được du nhập vào châu Mỹ và Úc. Đây là một loài cây hai năm có lông có thể phát triển đến chiều cao 2 mét hoặc hơn. Hoa nhỏ màu vàng của tụ thành nhóm lại trên một thân cây cao lớn mọc lên từ một vòng lá lớn.